# Dimitri Cavaré
Dimitri Cavaré (Pointe-à-Pitre, Guadalupe, 5 de febrero de 1995) es un futbolista francés. Su posición es la de defensa y su club es el Esenler Erokspor de la TFF Primera División.

## Trayectoria
El 17 de agosto de 2017 se anunció su llegada al Barnsley F. C. firmando un contrato por dos años.
El 17 de febrero de 2020 se hizo oficial su llegada al F. C. Sion firmando un contrato hasta 2022. Permaneció un año más y a mediados de septiembre de 2023 se marchó a Turquía, donde jugó para el Ümraniyespor y el Esenler Erokspor.

## Selección nacional
El 7 de junio de 2018 debutó con la selección absoluta de Guadalupe en un partido amistoso ante Guayana Francesa, Cavaré arrancó como titular y completo el partido, al final su selección cayo por marcador de 0-2.

### Participaciones en selección nacional
| Torneo                            | Categoría | Sede     | Resultado    | Partidos | Goles |
| --------------------------------- | --------- | -------- | ------------ | -------- | ----- |
| Liga de Naciones Concacaf 2022-23 | Absoluta  | Concacaf | Primera fase | 2        | 0     |

## Estadísticas

### Clubes
Actualizado al último partido jugado el 5 de mayo de 2024.
| R. C. Lens Francia | 2.ª           | 2013-14       | 1   | 0  | -  | - | - | - | 1   | 0  | 0    |
| R. C. Lens Francia | 1.ª           | 2014-15       | 20  | 0  | 2  | 0 | - | - | 22  | 0  | 0    |
| R. C. Lens Francia | Total         | Total         | 21  | 0  | 2  | 0 | 0 | 0 | 23  | 0  | 0    |
| Stade Rennes F. C. Francia | 1.ª           | 2015-16       | 0   | 0  | -  | - | - | - | 0   | 0  | 0    |
| Stade Rennes F. C. Francia | 1.ª           | 2016-17       | 2   | 0  | 3  | 0 | - | - | 5   | 0  | 0    |
| Stade Rennes F. C. Francia | Total         | Total         | 2   | 0  | 3  | 0 | 0 | 0 | 5   | 0  | 0    |
| Barnsley F. C. Inglaterra | 2.ª           | 2017-18       | 9   | 1  | 1  | 0 | - | - | 10  | 1  | 0,1  |
| Barnsley F. C. Inglaterra | 3.ª           | 2018-19       | 41  | 2  | 3  | 0 | - | - | 44  | 2  | 0,05 |
| Barnsley F. C. Inglaterra | 2.ª           | 2019-20       | 11  | 0  | -  | - | - | - | 11  | 0  | 0    |
| Barnsley F. C. Inglaterra | Total         | Total         | 61  | 3  | 4  | 0 | 0 | 0 | 65  | 3  | 0,05 |
| F. C. Sion · Suiza | 1.ª           | 2019-20       | 3   | 0  | -  | - | - | - | 3   | 0  | 0    |
| F. C. Sion · Suiza | 1.ª           | 2020-21       | 7   | 1  | 2  | 0 | - | - | 9   | 1  | 0,11 |
| F. C. Sion · Suiza | 1.ª           | 2021-22       | 31  | 5  | 1  | 0 | - | - | 32  | 5  | 0,16 |
| F. C. Sion · Suiza | 1.ª           | 2022-23       | 24  | 1  | 3  | 0 | - | - | 27  | 1  | 0,03 |
| F. C. Sion · Suiza | Total         | Total         | 65  | 7  | 6  | 0 | 0 | 0 | 71  | 7  | 0,10 |
| Ümraniyespor Turquía | 2.ª           | 2023-24       | 26  | 2  | 3  | 0 | - | - | 29  | 2  | 0,07 |
| Ümraniyespor Turquía | Total         | Total         | 26  | 2  | 3  | 0 | 0 | 0 | 29  | 2  | 0,07 |
| Total carrera | Total carrera | Total carrera | 175 | 12 | 18 | 0 | 0 | 0 | 193 | 12 | 0,06 |
| (1) Incluye datos de Copa de Francia, Copa de la Liga de Francia, FA Cup y Copa de la Liga de Inglaterra. (2) Incluye datos de Liga de Campeones de la UEFA y Liga Europa de la UEFA. (3) No incluye goles en partidos amistosos. |               |               |     |    |    |   |   |   |     |    |      |